# Egedal Kommune

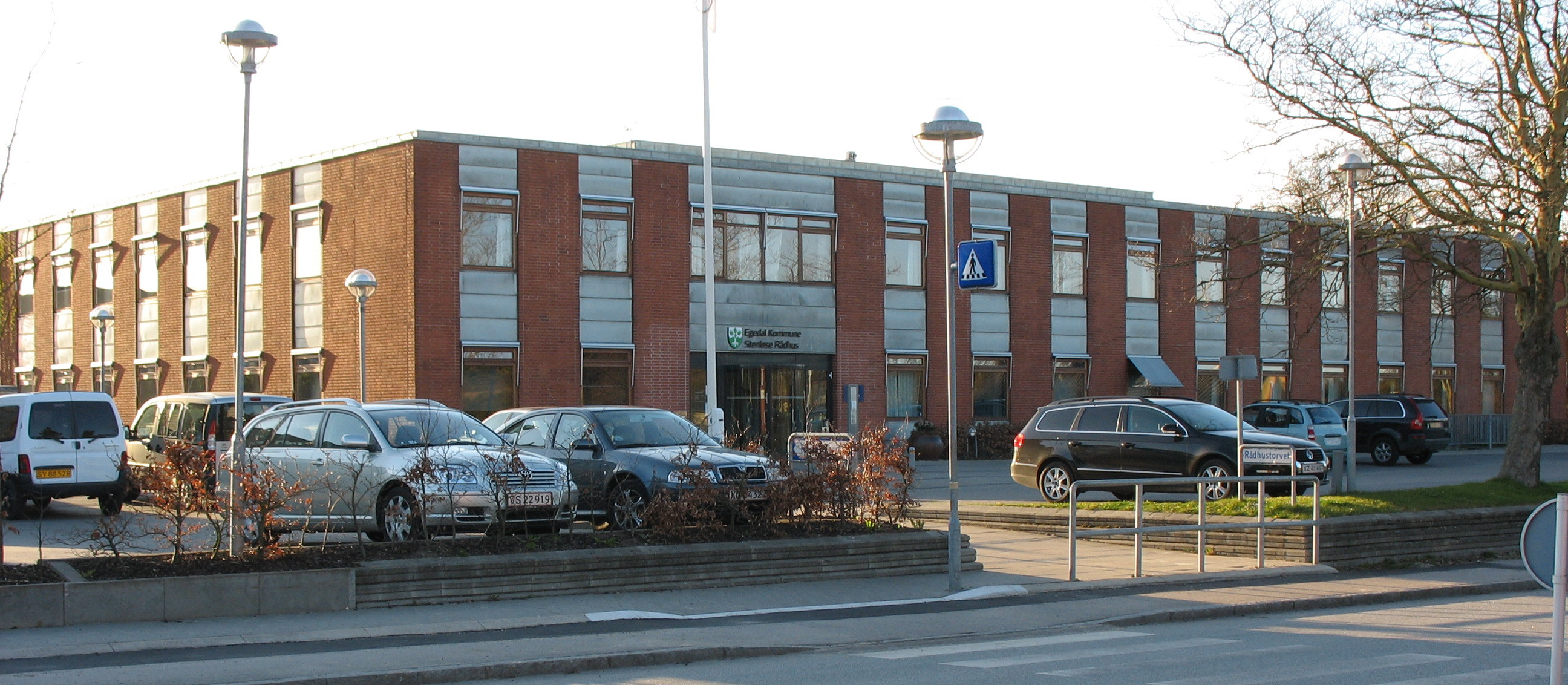
Das Stenløse Rådhus in der Egedal Kommune

Egedal Kommune ist eine dänische Kommune in der Region Hovedstaden in Sjælland. 
Die Kommune ist 125,90 km² groß und hat 45.202 Einwohner (Stand 1. Januar 2023).
Die am 1. Januar 2007 im Zuge der Kommunalreform neu geschaffene Kommune besteht aus der früheren Ledøje-Smørum Kommune im Københavns Amt, der Ølstykke Kommune und der Stenløse Kommune, beide zuvor zum Frederiksborg Amt gehörig.  Der Sitz der Kommuneverwaltung ist im Ortsteil Stenløse.

## Kirchspielsgemeinden und Ortschaften in der Kommune
Auf dem Gemeindegebiet liegen die folgenden Kirchspielsgemeinden (dän.: Sogn) und Ortschaften mit über 200 Einwohnern (byer nach Definition der dänischen Statistikbehörde), bei einer eingetragenen Einwohnerzahl von Null hatte der Ort in der Vergangenheit mehr als 200 Einwohner. Seit 2010 betrachtet Danmarks Statistik die beiden Orte Ølystykke und Stenløse als zusammenhängendes Siedlungsgebiet.
| Nr. | Kirchspiel      | Einwohner | Ortschaft               | Einwohner  |
| --- | --------------- | --------- | ----------------------- | ---------- |
|     | Ganløse Sogn    | 3.570     | Ganløse                 | 2.890      |
|     | Jørlunde Sogn   | 2.473     |                         |            |
|     | Ledøje Sogn     | 974       | Ledøje                  | 789        |
|     | Slagslunde Sogn | 1.509     | Buresø Slagslunde       | 453 907    |
|     | Smørum Sogn     | 11.412    | Smørumnedre Smørumovre  | 10.662 223 |
|     | Stenløse Sogn   | 8.220     | Ølstykke-Stenløse Søsum | 23.130 306 |
|     | Veksø Sogn      | 2.001     | Veksø                   | 1.802      |
|     | Ølstykke Sogn   | 15.800    | Tangbjerg               | 618        |

1. ↑  Smørumnedre verteilt sich zu etwa gleichen Teilen auf Smørum Sogn und Måløv Sogn in der benachbarten Ballerup Kommune sowie zu einem kleineren Teil auf das Værløse Sogn in der Furesø Kommune.
2. ↑  Smørumovre hatte im Jahre 2007 erstmals unter 200 Einwohnern.

## Sehenswürdigkeiten
Der Langdysse 1 von Slagslunde liegt in Buresø bei Slangerup.

## Städtepartnerschaften
Die seit dem 1. Juli 1990 bestehende Städtepartnerschaft mit der deutschen Stadt Dassel, die ursprünglich mit der Ledøje-Smørum Kommune geschlossen wurde, und der estländischen Stadt Saue wurde zum Oktober 2011 gekündigt. Begründet wurde die Kündigung mit den Mehrkosten, die sich durch die Kommunalreform ergaben sowie dem mangelnden Interesse der Bürger.